# わんぱくメイト
わんぱくメイトは日本のロックバンドである。1990年1月25日にポリドール（当時）より、アルバム「わんぱくメイト」	H00W20113でデビュー。

## メンバー
- 苅野浩一　ボーカル、サイドギター、タンバリン
- 久保田正樹　　ギター、コーラス
- 中村茂泰　ベース、コーラス
- 藤井KUMA奏（すすむ）ドラムス、コーラス

## 経緯
大阪府出身の中村茂泰（ベース、コーラス）と苅野浩一（ボーカル、サイドギター）の２人を中心に結成された。のちに上京後、久保田正樹（ギター、コーラス）と知り合い、メンバーに迎える。何人かドラムを入れ替えるもしっくり来ず、ある日知人の杉崎勝也（当時SHO-YAマネージャー）から藤井KUMA奏（すすむ）を紹介され、オーディションし採用した。のちにリーダーでもあった中村は「まともに8ビートも叩けへんけどなんか良かったのよね。」と言っていた。

### アマチュア時代
しばらくの間吉祥寺を中心にライブ活動を行う中、当時人気番組になりつつあった「イカすバンド天国（イカ天）」への出場を画策中、杉崎からデビューの話が舞い込む。

#### 当時出演したライブハウス
- 吉祥寺 J.J.TIC
- 吉祥寺 曼荼羅Ⅱ
- 吉祥寺 Be-Point
- 渋谷 Take Off SEVEN
- 国立 LIVERPOOL

## デビュー後
1990年1月25日、ポリドールからアルバム「わんぱくメイト」でデビュー。当時彼らは事務所に所属しておらず、一部大手レコード店以外ではメンバー、スタッフによる「手売り」であった。

- 1992年2月予てより中村と苅野の間にあった音楽性の違いからバンドは解散。